# UCI-Mountainbike-Weltcup 2000
Beim UCI-Mountainbike-Weltcup 2000 wurden durch die Union Cycliste Internationale Weltcup-Sieger im Cross-Country, im Downhill und im Dual Slalom ermittelt.
Insgesamt wurden im Cross-Country XCO, im Downhill und im Dual Slalom jeweils acht Rennen ausgetragen.

## Cross-Country

### Frauen Elite
| Rnd | Datum        | Ort              | Erste             | Zweite                | Dritte             |
| --- | ------------ | ---------------- | ----------------- | --------------------- | ------------------ |
| 1   | 26. März     | Napa Valley      | Mary Grigson      | Alison Dunlap         | Alison Sydor       |
| 2   | 2. April     | Mazatlán         | Alison Sydor      | Alison Dunlap         | Laurence Leboucher |
| 3   | 30. April    | Houffalize       | Margarita Fullana | Corine Dorland        | Mary Grigson       |
| 4   | 7. Mai       | Sankt Wendel     | Barbara Blatter   | Alison Dunlap         | Margarita Fullana  |
| 5   | 14. Mai      | Sarntal          | Margarita Fullana | Barbara Blatter       | Alison Sydor       |
| 6   | 2. Juli      | Mont Sainte-Anne | Barbara Blatter   | Chrissy Redden        | Regina Marunde     |
| 7   | 9. Juli      | Canmore          | Barbara Blatter   | Alison Sydor          | Alla Epifánova     |
| 8   | 3. September | Lausanne         | Margarita Fullana | Elsbeth van Rooy-Vink | Hedda zu Putlitz   |

Gesamtwertung
| Platz | Name              | Punkte |
| ----- | ----------------- | ------ |
| 1.    | Barbara Blatter   | 1265   |
| 2.    | Alison Dunlap     | 1180   |
| 3.    | Alison Sydor      | 1012   |
| 4.    | Margarita Fullana | 920    |
| 5.    | Mary Grigson      | 830    |
| 6.    | Chrissy Redden    | 689    |

### Männer Elite
| Rnd | Datum        | Ort              | Erster             | Zweiter             | Dritter              |
| --- | ------------ | ---------------- | ------------------ | ------------------- | -------------------- |
| 1   | 26. März     | Napa Valley      | Bas van Dooren     | Miguel Martinez     | Marcel Heller        |
| 2   | 2. April     | Mazatlán         | Martino Fruet      | Rune Høydahl        | Lado Fumić           |
| 3   | 30. April    | Houffalize       | Filip Meirhaeghe   | Christophe Dupouey  | José Antonio Hermida |
| 4   | 7. Mai       | Sankt Wendel     | Christophe Dupouey | Bas van Dooren      | Miguel Martinez      |
| 5   | 14. Mai      | Sarntal          | Miguel Martinez    | Marco Bui           | Christophe Dupouey   |
| 6   | 2. Juli      | Mont Sainte-Anne | Cadel Evans        | Christoph Sauser    | Christophe Dupouey   |
| 7   | 9. Juli      | Canmore          | Cadel Evans        | Bas van Dooren      | Roland Green         |
| 8   | 3. September | Lausanne         | Filip Meirhaeghe   | Thomas Frischknecht | Roel Paulissen       |

Gesamtwertung
| Platz | Name                | Punkte |
| ----- | ------------------- | ------ |
| 1.    | Miguel Martinez     | 1103   |
| 2.    | Bas van Dooren      | 993    |
| 3.    | Christophe Dupouey  | 970    |
| 4.    | Thomas Frischknecht | 808    |
| 5.    | Christoph Sauser    | 743    |
| 6.    | Filip Meirhaeghe    | 695    |

## Downhill

### Frauen Elite
| Rnd | Datum      | Ort              | Erste                  | Zweite                 | Dritte        |
| --- | ---------- | ---------------- | ---------------------- | ---------------------- | ------------- |
| 1   | 21. Mai    | Les Gets         | Anne-Caroline Chausson | Sabrina Jonnier        | Missy Giove   |
| 2   | 28. Mai    | Cortina          | Anne-Caroline Chausson | Missy Giove            | Leigh Donovan |
| 3   | 3. Juni    | Maribor          | Leigh Donovan          | Anne-Caroline Chausson | Missy Giove   |
| 4   | 1. Juli    | Mont Sainte-Anne | Missy Giove            | Anne-Caroline Chausson | Katja Repo    |
| 5   | 16 Juli    | Vail             | Anne-Caroline Chausson | Missy Giove            | Katja Repo    |
| 6   | 23. Juli   | Arai             | Anne-Caroline Chausson | Missy Giove            | Marla Streb   |
| 7   | 13. August | Kaprun           | Anne-Caroline Chausson | Missy Giove            | Leigh Donovan |
| 8   | 27. August | Leysin           | Anne-Caroline Chausson | Leigh Donovan          | Céline Gros   |

Gesamtwertung
| Platz | Name                   | Punkte |
| ----- | ---------------------- | ------ |
| 1.    | Anne-Caroline Chausson | 1900   |
| 2.    | Missy Giove            | 1540   |
| 3.    | Leigh Donovan          | 1020   |
| 4.    | Sabrina Jonnier        | 971    |
| 5.    | Katja Repo             | 964    |
| 6.    | Marla Streb            | 707    |

### Männer Elite
| Rnd | Datum      | Ort              | Erster              | Zweiter          | Dritter             |
| --- | ---------- | ---------------- | ------------------- | ---------------- | ------------------- |
| 1   | 21. Mai    | Les Gets         | David Vázquez López | Nicolas Vouilloz | Mickaël Pascal      |
| 2   | 28. Mai    | Cortina          | Nicolas Vouilloz    | Bas de Bever     | Eric Carter         |
| 3   | 3. Juni    | Maribor          | Nicolas Vouilloz    | Mickaël Pascal   | Steve Peat          |
| 4   | 1. Juli    | Mont Sainte-Anne | Fabien Barel        | Nicolas Vouilloz | Steve Peat          |
| 5   | 16. Juli   | Vail             | Steve Peat          | Nicolas Vouilloz | Nathan Rennie       |
| 6   | 23. Juli   | Arai             | Nicolas Vouilloz    | Steve Peat       | Gerwin Peters       |
| 7   | 13. August | Kaprun           | Nicolas Vouilloz    | Steve Peat       | David Vázquez López |
| 8   | 27. August | Leysin           | Cédric Gracia       | Nicolas Vouilloz | Mickaël Pascal      |

Gesamtwertung
| Platz | Name                | Punkte |
| ----- | ------------------- | ------ |
| 1.    | Nicolas Vouilloz    | 1800   |
| 2.    | Steve Peat          | 1330   |
| 3.    | David Vázquez López | 1139   |
| 4.    | Cédric Gracia       | 806    |
| 5.    | Mickaël Pascal      | 788    |
| 6.    | Fabien Barel        | 765    |

## Dual Slalom

### Frauen Elite
| Rnd | Datum      | Ort              | Erste                  | Zweite        | Dritte          |
| --- | ---------- | ---------------- | ---------------------- | ------------- | --------------- |
| 1   | 21. Mai    | Les Gets         | Sabrina Jonnier        | Sarah Stieger | Malin Lindgren  |
| 2   | 27. Mai    | Cortina          | Anne-Caroline Chausson | Leigh Donovan | Sabrina Jonnier |
| 3   | 2. Juni    | Maribor          | Anne-Caroline Chausson | Leigh Donovan | Sabrina Jonnier |
| 4   | 30. Juni   | Mont Sainte-Anne | Anne-Caroline Chausson | Tara Llanes   | Katrina Miller  |
| 5   | 15. Juli   | Vail             | Anne-Caroline Chausson | Tara Llanes   | Katrina Miller  |
| 6   | 22. Juli   | Arai             | Anne-Caroline Chausson | Leigh Donovan | Katrina Miller  |
| 7   | 12. August | Kaprun           | Anne-Caroline Chausson | Tara Llanes   | Sarah Stieger   |
| 8   | 26. August | Leysin           | Anne-Caroline Chausson | Tara Llanes   | Sari Jörgensen  |

Gesamtwertung
| Platz | Name                   | Punkte |
| ----- | ---------------------- | ------ |
| 1.    | Anne-Caroline Chausson | 500    |
| 2.    | Tara Llanes            | 380    |
| 3.    | Leigh Donovan          | 300    |
| 4.    | Sabrina Jonnier        | 280    |
| 5.    | Sari Jörgensen         | 280    |
| 6.    | Katrina Miller         | 249    |

### Männer Elite
| Rnd | Datum      | Ort              | Erster        | Zweiter          | Dritter          |
| --- | ---------- | ---------------- | ------------- | ---------------- | ---------------- |
| 1   | 21. Mai    | Les Gets         | Brian Lopes   | Cédric Gracia    | Mickaël Deldycke |
| 2   | 27. Mai    | Cortina          | Brian Lopes   | Scott Beaumont   | Cédric Gracia    |
| 3   | 2. Juni    | Maribor          | Brian Lopes   | Wade Bootes      | Eric Carter      |
| 4   | 30. Juni   | Mont Sainte-Anne | Cédric Gracia | Scott Beaumont   | Steve Peat       |
| 5   | 15. Juli   | Vail             | Brian Lopes   | Mickaël Deldycke | Eric Carter      |
| 6   | 22. Juli   | Arai             | Brian Lopes   | Wade Bootes      | Mike King        |
| 7   | 12. August | Kaprun           | Brian Lopes   | Cédric Gracia    | Wade Bootes      |
| 8   | 26. August | Leysin           | Brian Lopes   | Mickaël Deldycke | Cédric Gracia    |

Gesamtwertung
| Platz | Name             | Punkte |
| ----- | ---------------- | ------ |
| 1.    | Brian Lopes      | 365    |
| 2.    | Cédric Gracia    | 211    |
| 3.    | Wade Bootes      | 162    |
| 4.    | Mickaël Deldycke | 142    |
| 5.    | Scott Beaumont   | 125    |
| 6.    | Eric Carter      | 118    |